# Terremoto de Tabriz de 1727
El terremoto de Tabriz de 1727 ocurrió el 18 de noviembre de 1727 con epicentro cerca de Tabriz en el noroeste de Irán. La intensidad máxima sentida fue de VIII en la escala de intensidad de Mercalli, y se estima que hubo 77.000 muertes. El único registro de este terremoto proviene de un relato escrito en 1821 y es muy probable que la información de este terremoto se refiera al terremoto de Tabriz de 1721.